# オリーブの林
『オリーブの林』（オリーブのはやし、蘭: Olijfbomen、英: Olive Trees）は、オランダのポスト印象派の画家フィンセント・ファン・ゴッホが1889年に制作した一連の絵画である。油彩。少なくとも15点の作品が知られており、主にサン＝レミ＝ド＝プロヴァンスで制作された。
1889年5月から1890年5月まで、ゴッホは自ら希望して同地のサン＝ポール＝ド＝モーゾール修道院の療養所で生活し、療養所の庭園を描いた。また許可を得て壁の外に出ると、近くのオリーブの木や糸杉、小麦畑まで絵を描くために出かけた。こうして描かれた作品の1つ『アルピーユ山脈が見えるオリーブの林』（Olive Trees with the Alpilles in the Background）は『星月夜』（The Starry Night）を補完するものである。
ゴッホにとってオリーブの絵画は特別な意味を持ち、1889年5月の作品群は生命、神性、生命の循環を表しており、1889年11月の作品群はゲツセマネの園におけるイエス・キリストに対するゴッホ自身の感情を象徴する試みから生まれた。オリーブ摘みを描いた作品は収穫や死といった人生のサイクルの1つを描くことで、人間と自然の関係を明示しており、また自然との交流を通じて、個人がどのように神とつながることができるのかという例をも伝えている。現在はニューヨークの近代美術館などに所蔵されている。

## 主題
ゴッホは田園地帯、周辺の野原、糸杉やオリーブの林を描くことを通じて自然とのつながりを回復させた。1889年の後半6か月から7か月の期間で、ゴッホは南フランス全土に広がる「節くれだった由緒あるオリーブの林」モチーフに、少なくとも15点の絵画を完成させた。

日の光と空がオリーブ林に与える影響は、そこに無限の主題が存在することを意味します。私自身、空模様とともに変化する枝葉の対照的な効果を探しています。木が淡い花を咲かせ、大きな青バエが舞うとき、時折、たくさんの数のエメラルド色をしたハナムグリやセミが飛びまわり、すべてが真っ青に染まります。その後、青銅色の葉がより十分に成長した色あいになるにつれて、空は輝いて緑とオレンジの縞模様になり、そしてまた、さらに秋が深まると、葉は熟したイチジクのような紫の色あいを帯びます。この紫色の効果は、明るいレモン色の淡い後光の中にある白く輝く大きな太陽のコントラストをともなうことで最も完全に現れます。ときどき、また、夕立の後に空全体が、銀色に似た灰緑色に非常に美しい価値と彩りを与えるピンク色やオレンジ色になっているのを見たことがあります。そしてこのすべての中には、また、果物を集めていたピンク色の女性たちがいました。

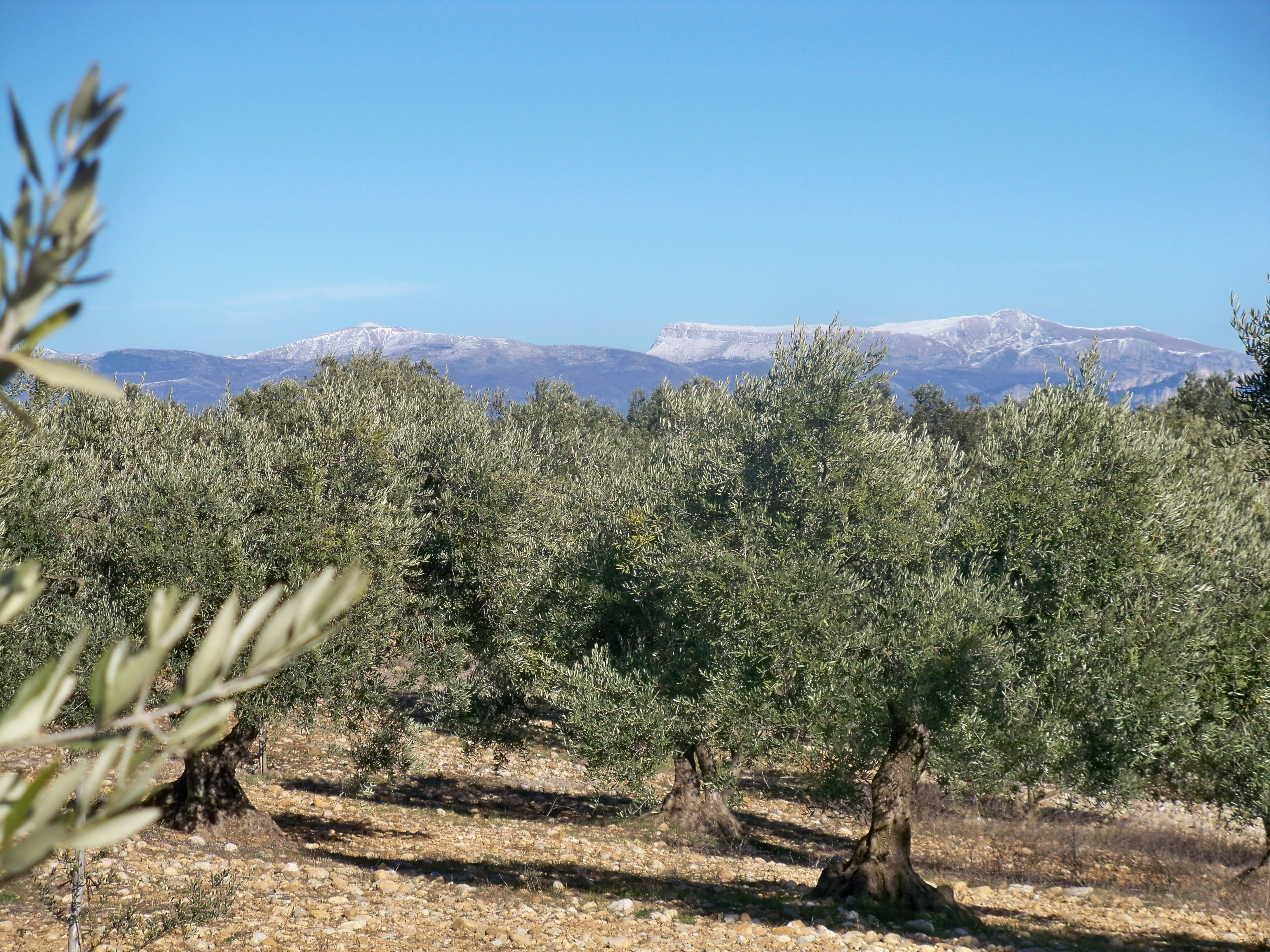
プロヴァンス地方のオリーブ林

ゴッホにとってプロヴァンス地方を代表するオリーブ林を描くということは、過酷でありながらもとても魅力的なことだった。彼は弟のテオドルス・ファン・ゴッホ（以下テオ）に手紙で「（オリーブの林の特徴を）捉えることに苦心しています。それらは古びた銀色で、時にはそれらの中に青みが増し、時には緑を帯び、青銅色になったりし、黄色、ピンク、紫色に染まったオレンジ色の土の上で白く色あせていく･･･非常に困難です」と、その苦しみを綴っている。作品の制作を通してゴッホは「オリーブの木立のざわめきには、非常に古い、他言できない秘密の何かを持っており、私たちにとってそれはあまりにも美しすぎて、思い切って描くことも、想像することもできない」ということに気づいた。

## 制作背景
若い頃、ゴッホは労働する人々に奉仕するため聖職者になることを考えていた。彼は一時期オランダで学んでいたが、自身の熱意と自らに課した厳しい禁欲主義により短い期間、信徒宣教者会の職を失った。彼はやや憤慨して教会組織を拒絶したが、それにもかかわらず彼にとって慰めであり、重要であった個人的な精神性を発見した。1879年までにゴッホは人生の方向を転換し、絵画を通して自身の「神と人間への愛」を表現できることに気がついた。これに先立って、彼は両親の偏狭な宗教として認識していたものを拒否し、宗教と神に対してニーチェとさして変わらないほとんど虚無的な態度をとっていた。

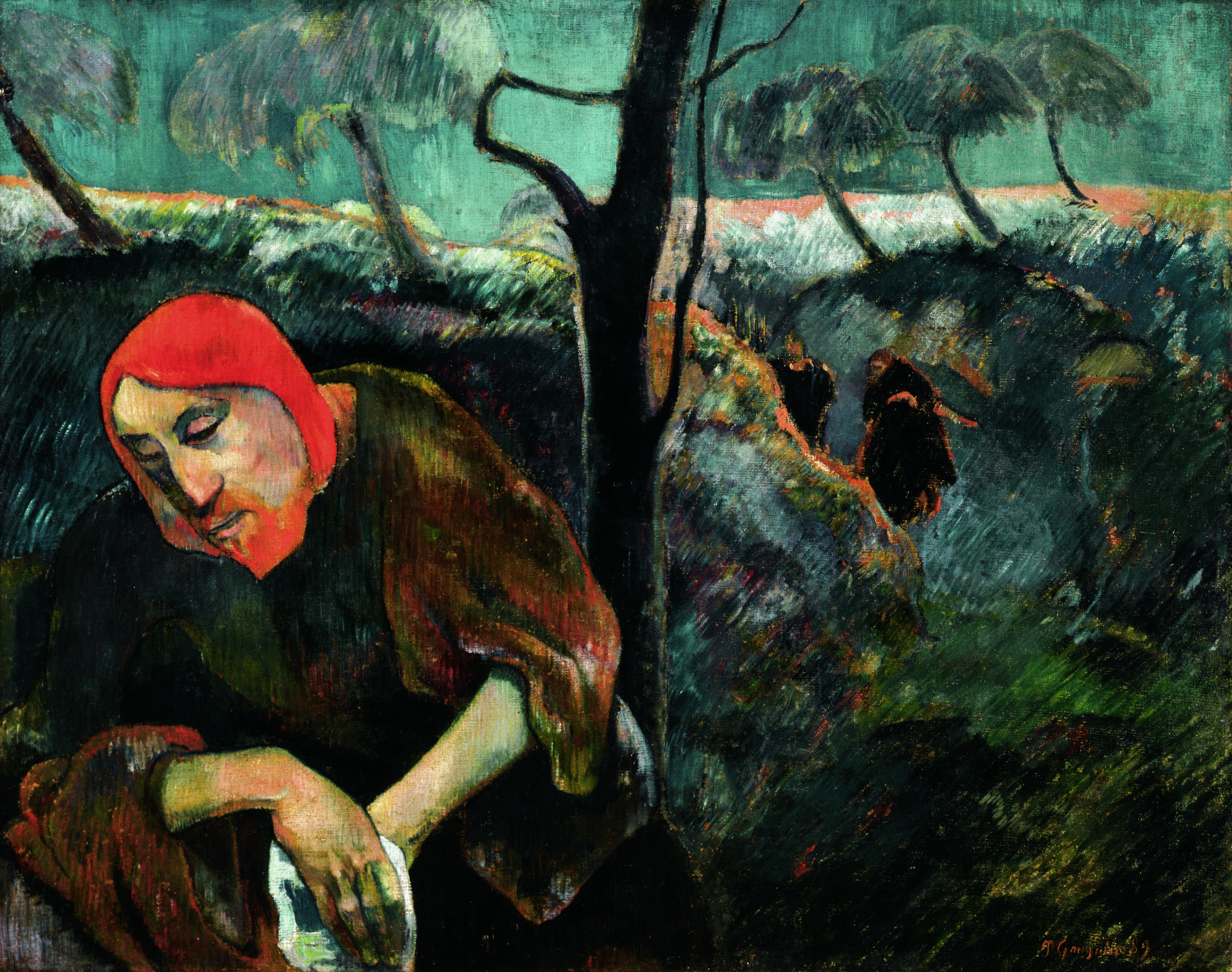
ポール・ゴーギャンの1889年の絵画『オリーブ山のキリスト』。ノートン美術館所蔵。ゴーギャンの自画像であるキリスト像の赤い髪の色は「超自然的な赤」と表現されており、ゴッホを思い出させる。

ゴッホは病気と精神的苦痛を和らげるため、彼の人生の最後の29か月における作品群の主要な主題である自然を描いた。それはゴッホが最も何度も「深い意味」を見出した花咲く木々とオリーブ園、畑であった。なぜなら、彼はそれらの周期の中に人間の人生との類似性を見出したからである。彼は弟テオに、死、幸福、不幸は相対的で「必要かつ有益」であると書き、「私を破壊し、恐怖させる病気に直面してさえも、その信念は揺るがない」と宣言した。
秋の作品は友人の画家ポール・ゴーギャンとエミール・ベルナールが少し前に描いた《オリーブ山のゲツセマネの園のイエス・キリスト》の構図にある程度反応したものであった。ゴッホは「見るべきものは何もなかった」という言葉で2人の作品に失望感を抱き、「この晴れた寒い日の朝と夕方の、しかし美しく明るい陽光の木立の中で」絵画を描いた。その結果、彼がその年の初めに完成させた3点の絵画を上回る5点の絵画を描き上げた。彼は弟テオに「私がしたことはかなり難しく、抽象概念の横に粗い現実がありますが、素朴な性質があり、大地の香りがするでしょう」と書いた。描かれた場面は苦悩するキリストの祈りがどのようなものであったかを再現しようとするのではなく、「現実のゲツセマネに言及することなく苦悩を表現することはできます。そして･･･優しく慰めとなる感覚を表現するために、山上で説教する人物を描く必要はないのです」と説明した。彼はまた「私はオリーブの園にいるキリストを描くつもりはありませんが、今日見るようなオリーブの収穫を描くつもりではいます。そしてそこに描かれた人間の姿に相応しい場所を与えることで、もしかしたらそれを思い出す人がいるかもしれません」とも述べている。

## 分析

### 様式
ゴッホの初期作品群は、灰色のくすんだ色で描かれていた。パリではフランスを代表するエドガー・ドガやジョルジュ・スーラなどの芸術家と出会い、色彩と絵画技術の用法に啓発的な影響を受けた。以前は地味で暗かった彼の作品は、本作品を描いた頃には「色鮮やか」になっていた。実際に、ゴッホの色彩は表現主義と呼ばれるほどに劇的になった。しかし彼に「波のように押し寄せる感情」を表現する機会を与えたのは南フランスであった。陽光が降り注ぐ田園地帯に大きく影響を受けたゴッホは、何にもまして自分の作品が「彩りを約束する」と伝えた。ここから彼は傑作の開発を開始した。
ゴッホは日光や季節で劇的に変化する木々の色彩や雰囲気を捉えた。神を表すために青色を使い始め、『星月夜』と『オリーブの林』の両方でイエス・キリストの「神聖で無限の存在」を象徴するために空の強烈な青を使用した。神を表すために「現代の芸術言語」を探求し、イエスの象徴であるオリーブの林に「輝く黄金の光」を浴びせるなど、ゴッホはオリーブの木の絵画の多くに神聖な性質を求めた。

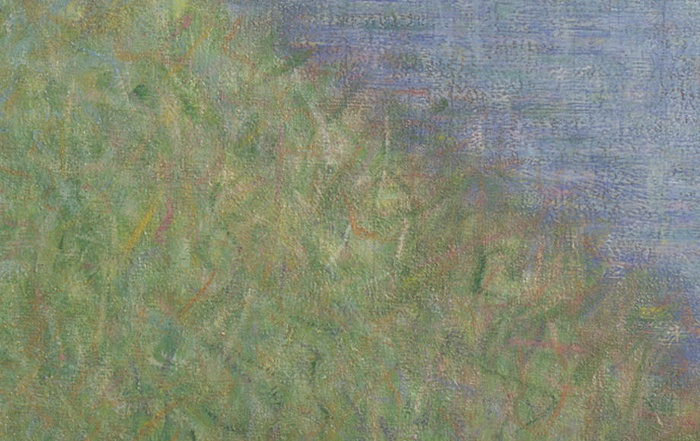
ジョルジュ・スーラの1884年の絵画『アニエールの水浴』の一部。ロンドン・ナショナル・ギャラリー所蔵。

ゴッホは作品に光を与えるため、印象派の点描画法の概念を使用し、耕された畑、山々、岩、頭部や人物でも同様に、色彩で革新的に描き、絵画に光と形を与えた。彼はよく慣れ親しんだ絵具を厚く塗ることはせず、連作はより洗練されたアプローチで統一されている。

### 意味
ナショナル・ギャラリー・オブ・アートはオリーブの木の連作を次のように要約している。

オリーブの木々の、古代の節くれだった姿が持つ表現力の中で、ゴッホは自然のすべてに存在すると信じていた精神的な力の現れを発見した。彼の筆遣いは地中海の風を受けて揺らめいて輝くほどに撹拌された木の葉と同じようなざわめく動きで、土や空さえも生きているかのように見せる。これらの力強い個々の筆勢は、絵具を塗ったというよりもむしろ絵筆でキャンバス上に線を引いたように見える。その途切れることのないリズムの熱量は、ゴッホが樹木それ自体の中に見い出した生きる力、それらを形作ったと彼が信じていた精神的な力として、ほとんど物理的な方法で我々に伝達する。

『神聖なコモディティ 消費者キリスト教を超えた信仰の発見』（The Divine Commodity: Discovering a Faith Beyond Consumer Christianity）の著者スカイ・ジェタニ（Skye Jethani）はゴッホの絵画の多く、特にオリーブの木の連作で、ゴッホは悲しみの贖罪の性質と、悲しみの中にも喜びがありうることを伝えていると主張している。1876年のゴッホの説教を引用すると、

イエス・キリストを見ることを学んだことがある人や学んでいる人には、いつでも喜ぶ理由があるでしょう。聖パウロの言葉「悲しくもあり、同時に喜びもある」は良い言葉です。

## 各作品
ゴッホは手紙の中で、1889年6月に制作された3点の絵画と、1889年11月末までに完成した5点の絵画の2つのグループに分けることを指定した。9月には1枚の絵画、12月には3枚のオリーブ摘みの絵画が知られ、他にもいくつかの絵画が知られている。ゴッホは用心のための安全策としてオリーブの林の絵を何枚か描いたが、絵具を手に入れることができなかった。

### 『星月夜』の補完
ニューヨーク近代美術館が所蔵する『アルピーユ山脈が見えるオリーブの林』（Olive Trees with the Alpilles in the Background）について、ゴッホはテオに「私はオリーブの林のある風景と星空の新しい習作を描きました」と書いており、この絵画を夜の『星月夜』を補完する昼光と呼んでいる。彼の意図は「何人かの画家の写真的で馬鹿げた完璧さ」を超えて、色彩と直線的なリズムより生まれる力強さに到達することであった。
絵画の中で、「エクトプラズムを思わせる」雲が漂う空の下、ねじれた緑のオリーブの林がアルプスの麓の前に立っている。絵画が乾くと、ゴッホは手紙に「白い雲と後ろの山々を背にしたオリーブの林は、月の出や夜の効果と同様に、一般的な配置の観点から誇張されています。輪郭は古い木版画のように強調されています」と書き、両作品をパリのテオに送った。

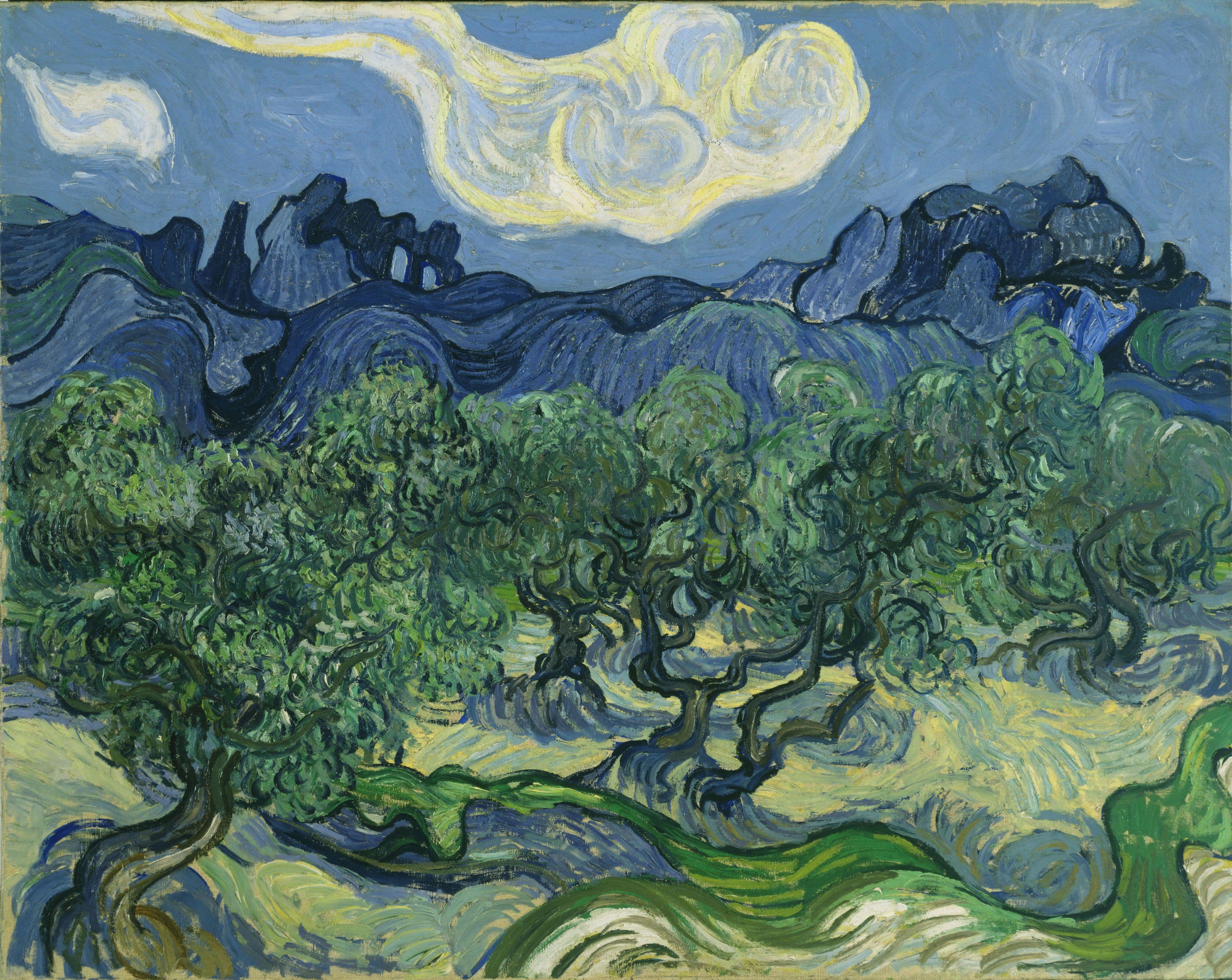
『アルピーユ山脈が見えるオリーブの林』1889年 ニューヨーク近代美術館所蔵
『星月夜』1889年 ニューヨーク近代美術館所蔵

### オリーブ摘み
ゴッホはオリーブを摘む女性の3点のバージョンを描いた。最初の作品（F654）について、ゴッホは「自然に由来するより深い色合いで」その場で直ちに描いた習作であると説明している。第2の絵画（F655）は、彼の妹と母親を描いた「3点の絵画の中で最も分解され、様式化されたもの」であり、ニューヨークのメトロポリタン美術館に所蔵されている。
第3の絵画はワシントンD.C.のナショナル・ギャラリー・オブ・アートが所蔵するチェスター・デールのコレクションの中にある作品で、ゴッホは12月に自分のアトリエで「非常に控えめな配色」で描いた。絵の主題は即座に明白であるが、最初の木は飛石のように観客をオリーブ摘みの場面に導いている。ここでゴッホは文字通りの解釈よりも感情的および精神的な現実を重視した。女性たちは日々の暮らしのためにオリーブを収穫している。木々が女性たちを包み込み、木々と風景がほとんど一つになっているように見えるやり方は、自然と人間の間の感情的な絆と相互依存を示している。
別の作品はオリーブを摘む一組の男女を描いたものであった。このクレラー・ミュラー美術館所蔵の『2人のオリーブを摘む人がいるオリーブ畑』（Olive Grove with Two Olive Pickers, F587）は1889年12月に描かれた。

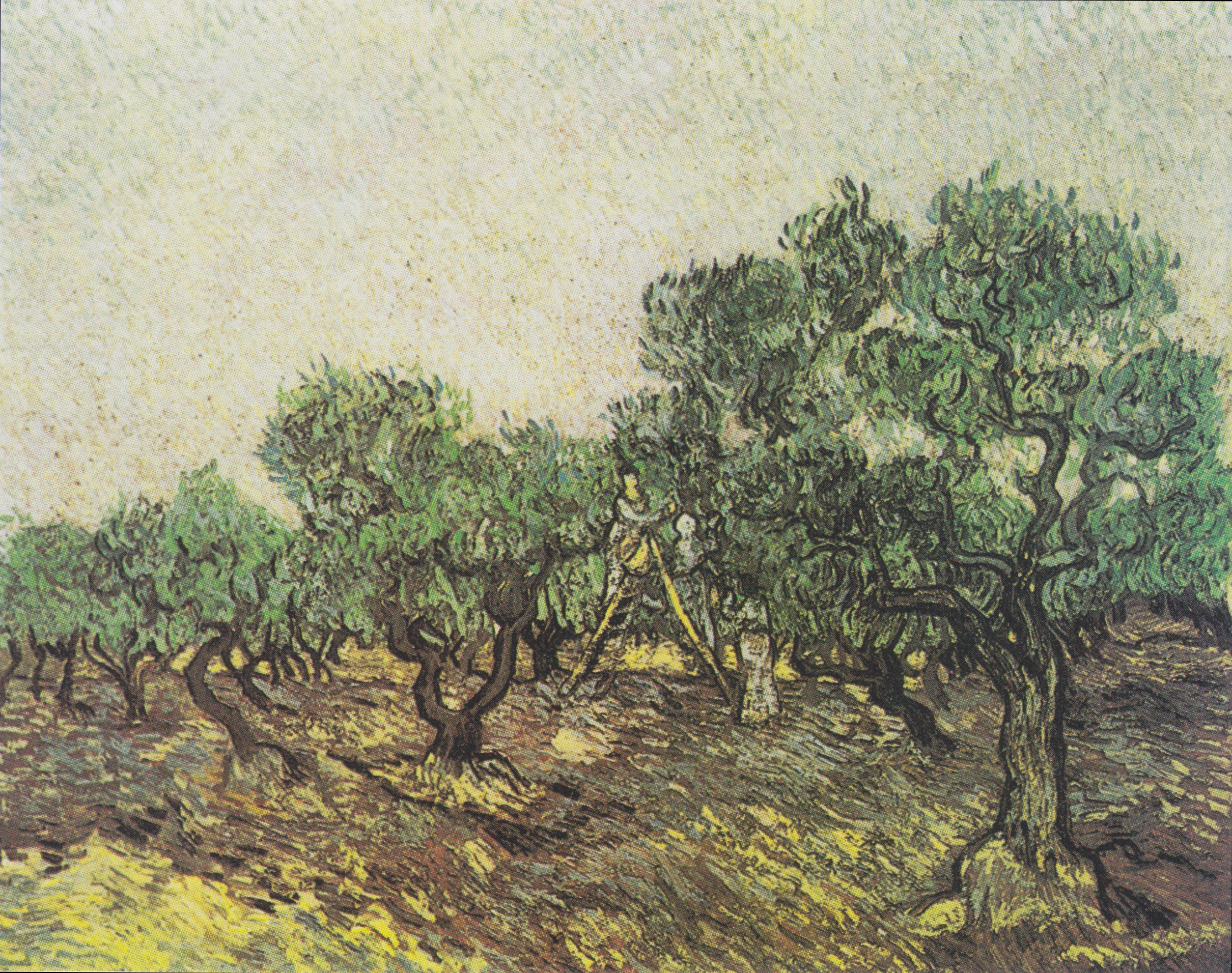
『オリーブ摘み』1889年 グーランドリス現代美術館（英語版）所蔵
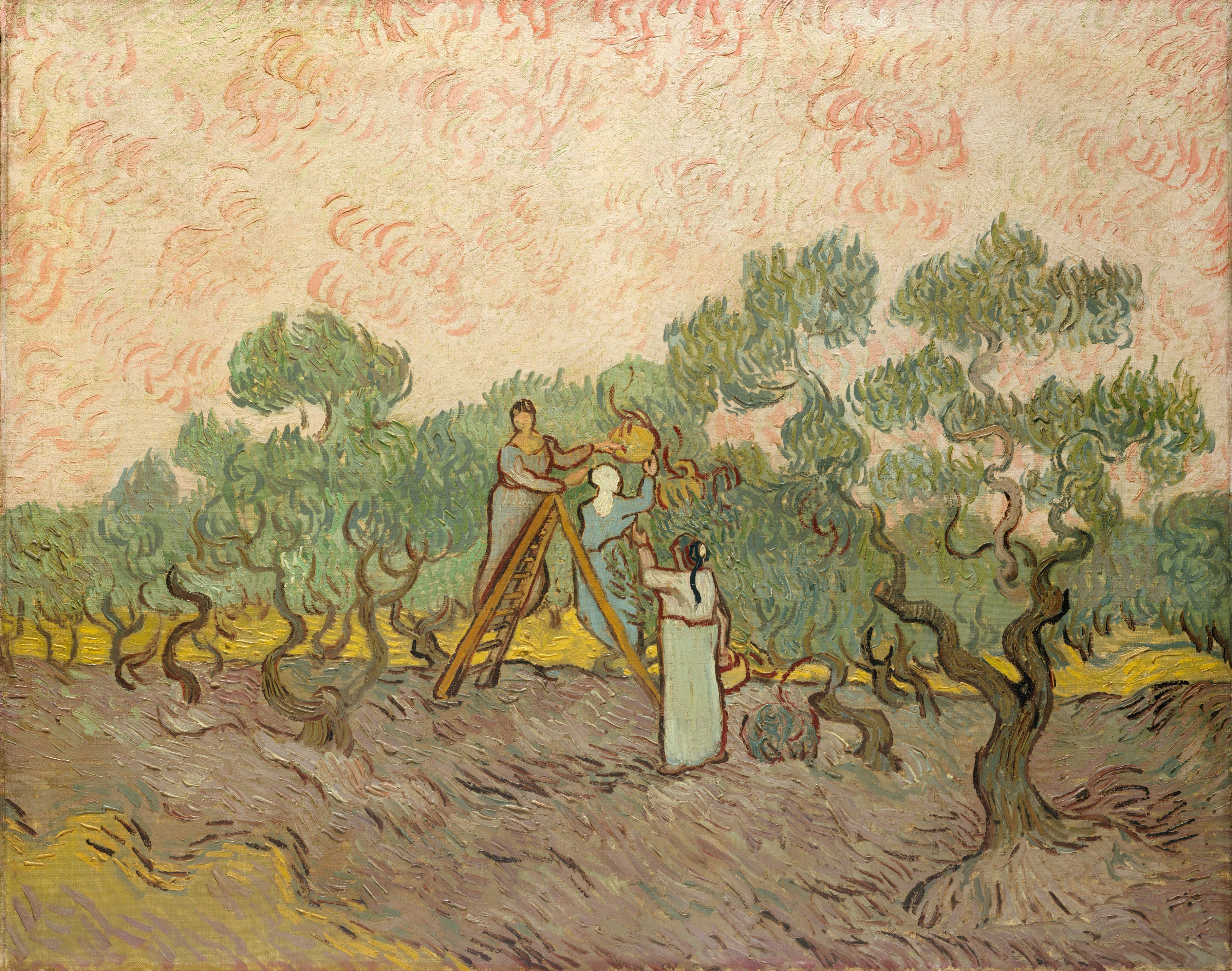
『オリーブ摘みの女』1889年 メトロポリタン美術館所蔵
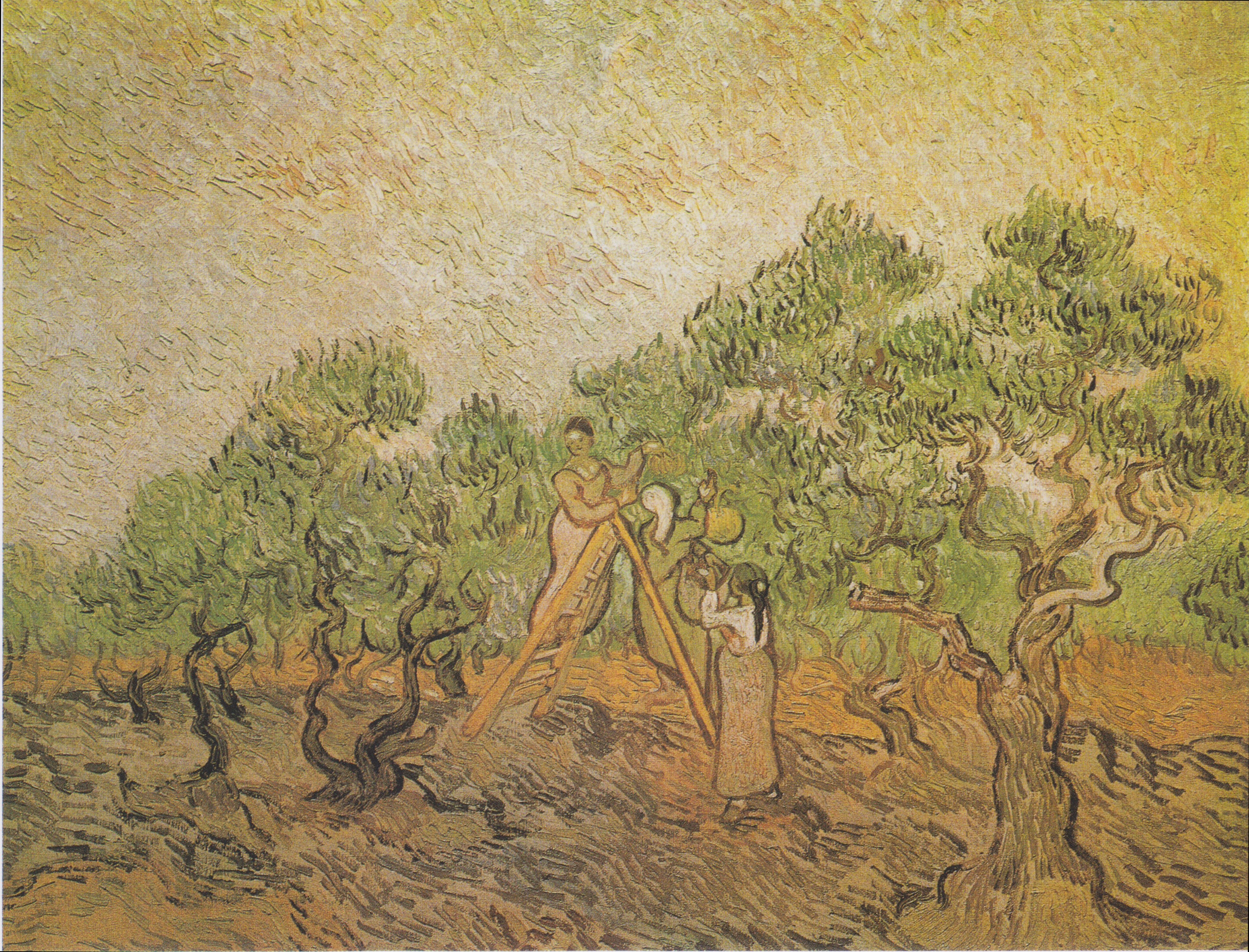
『オリーブ園』1889年 ナショナル・ギャラリー・オブ・アート所蔵
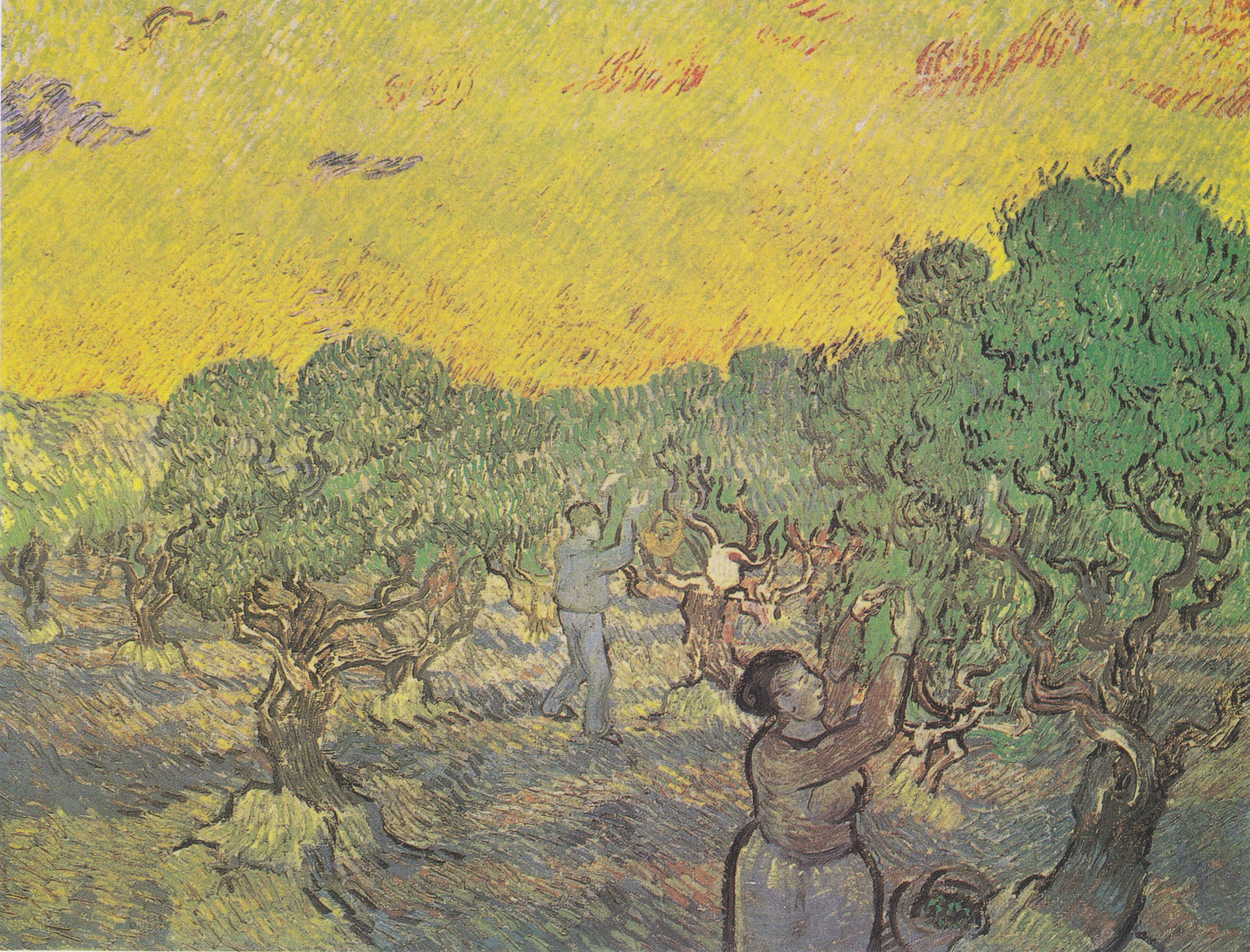
『2人のオリーブを摘む人がいるオリーブ畑』1889年 クレラー・ミュラー美術館所蔵

### 1889年6月の作品
1889年6月（療養所滞在の2か月目）、ゴッホは3点のオリーブの木の絵画を制作した。彼はこれらの作品を同一に扱っている。
ネルソン・アトキンス美術館所蔵の『オリーブ園』（Olive Orchard, F715）について、ゴッホは1889年7月の手紙で、灰色の葉をつけたオリーブの木の果樹園のように「彼らの紫色の影が日当たりのよい砂の上に横たわっていた」と表現した。対照的に、影はプロヴァンス地方の太陽の熱さを強調している。「反復的な長方形の筆遣い」はこの作品の感情的な影響を高める熱量を伝えている。2017年11月、死んだバッタの死体が絵画の中から発見されたが、ゴッホが屋外で絵画を描いている最中にすでに死んだ状態で付着したものと推定されている。
ゴッホ美術館所蔵の『オリーブの林、明るい青空』（Olive Trees: Bright Blue Sky, F709）は涼しい青い昼光の色調であり、暖かい秋色の習作であるヨーテボリ美術館所蔵の『オリーブ畑』（Olive Grove）と似ている。この秋の色合いの絵画は作品の「厳しく粗野な」写実性を達成するというゴッホの目標を満たした。ゴッホは絵画を友人で医師のポール・ガシェに贈り、翌年オーヴェル＝シュル＝オワーズでガシェ医師のケアと管理を受けることになった。
クレラー・ミュラー美術館所蔵の『オリーブ園』（Olive Orchard, F585）は1889年6月に描かれた。

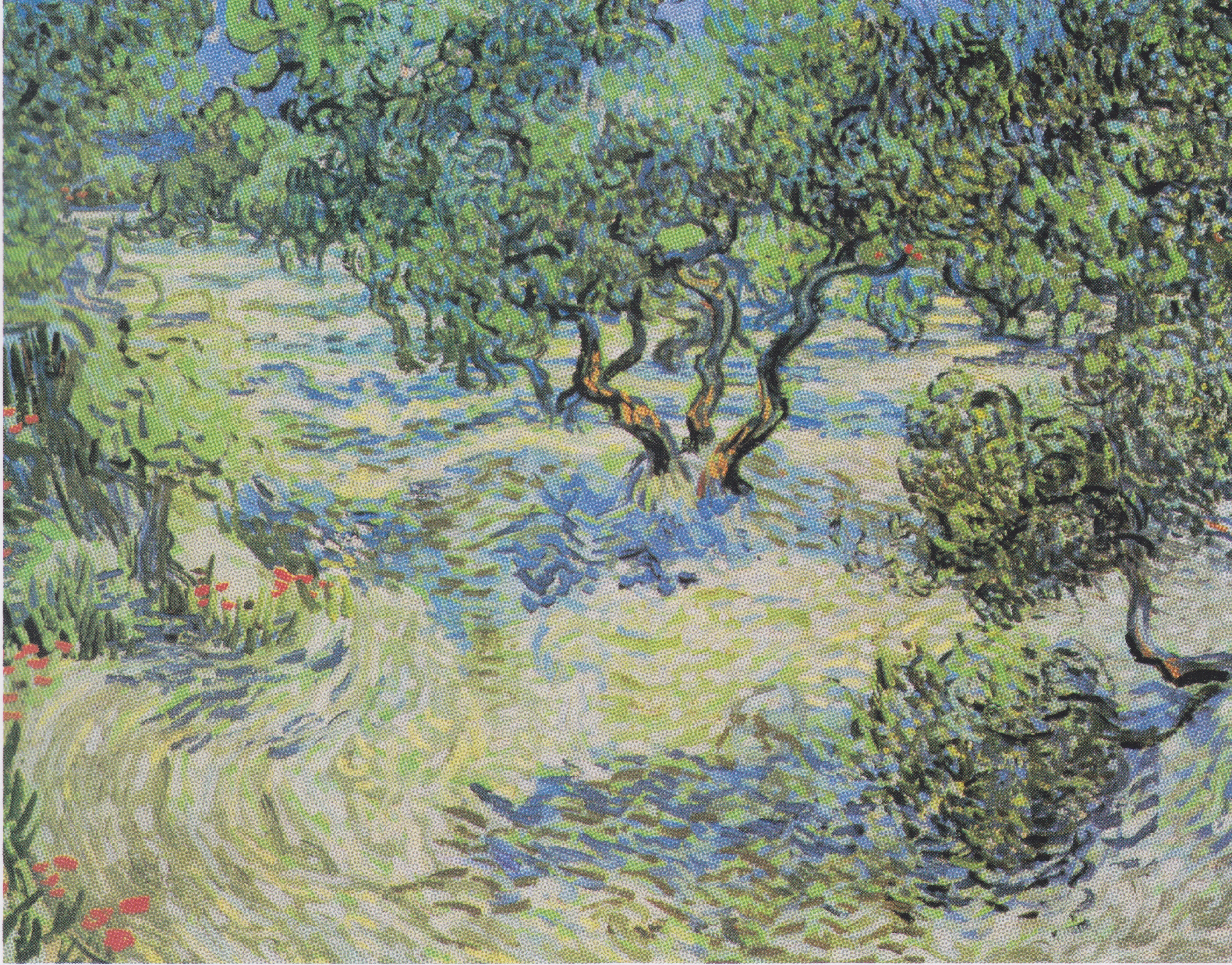
『オリーブ園』1889年 ネルソン・アトキンス美術館所蔵
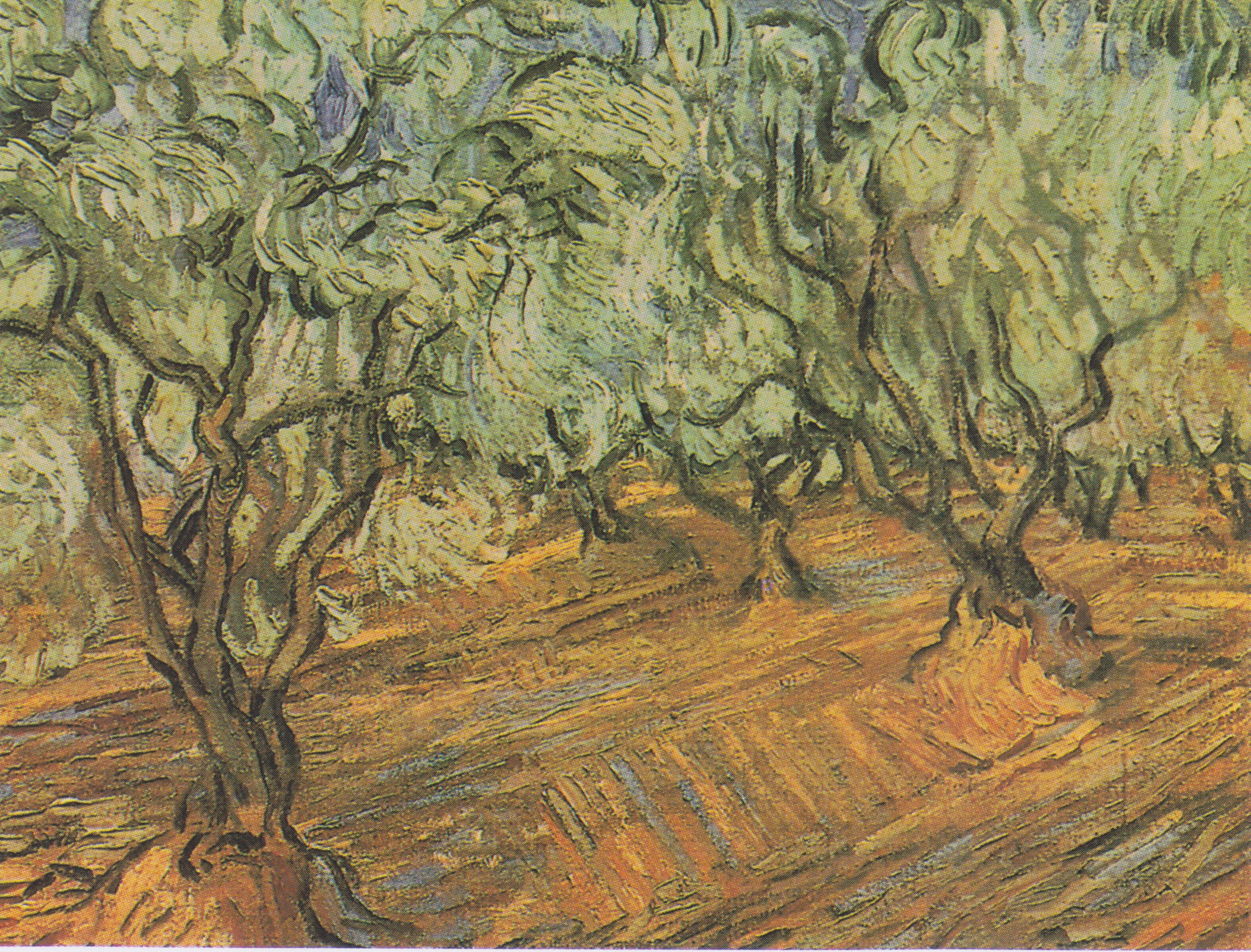
『オリーブの林、明るい青空』1889年 ゴッホ美術館所蔵
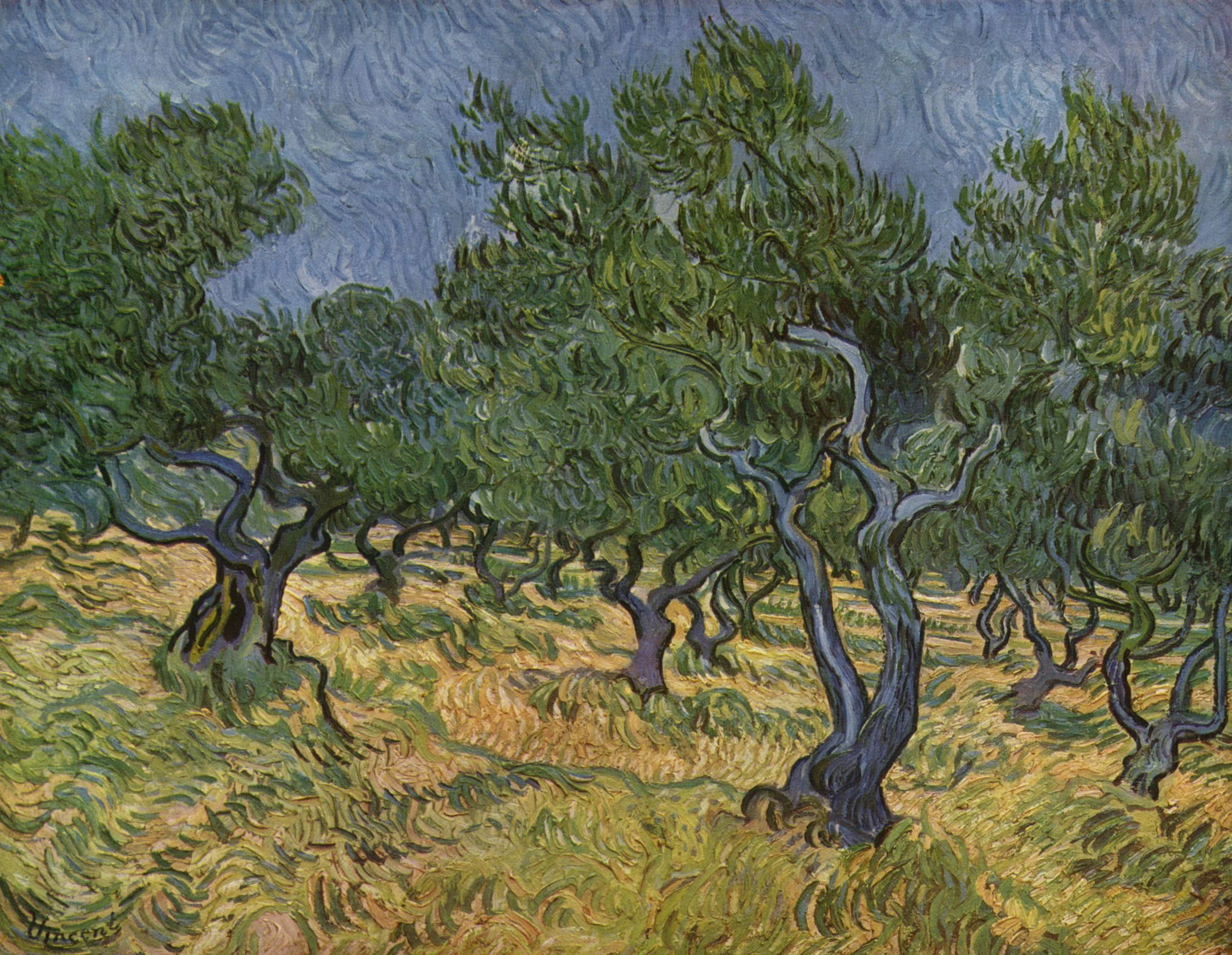
『オリーブ園』1889年 クレラー・ミュラー美術館所蔵

### 1889年9月・10月・11月・12月の作品
この時期に制作された絵画は、ポール・ゴーギャンとエミール・ベルナールのゲツセマネの絵画に対するゴッホの反応の芸術的成果が多かった。
スコットランド国立美術館所蔵の『オリーブの林』（Olive Trees, F714）の強烈な性質は、おそらく制作時のゴッホの動揺した精神状態が表れており、その劇的な影響は彼の筆遣いと色使いの両方が証拠立てている。
青緑色と涼しげな色合いの6月のオリーブの木とは対照的に、ミネアポリス美術館所蔵の『黄色い空と太陽のあるオリーブの林』（Olive Trees with Yellow Sky and Sun, F710）の鮮やかなオレンジ色と黄色は秋の季節を思い出させる。小説家ウォーレン・キース・ライト（Warren Keith Wright）は、理由は不明であるがこの絵画に釘付けになり、15年以上にわたってミネアポリス美術館を訪れた。彼はこの絵画が2つの時代を表している点にその魅力があるということに気づいていた。午後遅くの太陽は真西の山上に位置している。しかし、影は秋に落ちるであろう画面左または南西の方角から斜めに落ちている。絵画は時間だけでなく季節とも一致していない。それは「自らの未来を予測し、自らの過去に回帰する」。

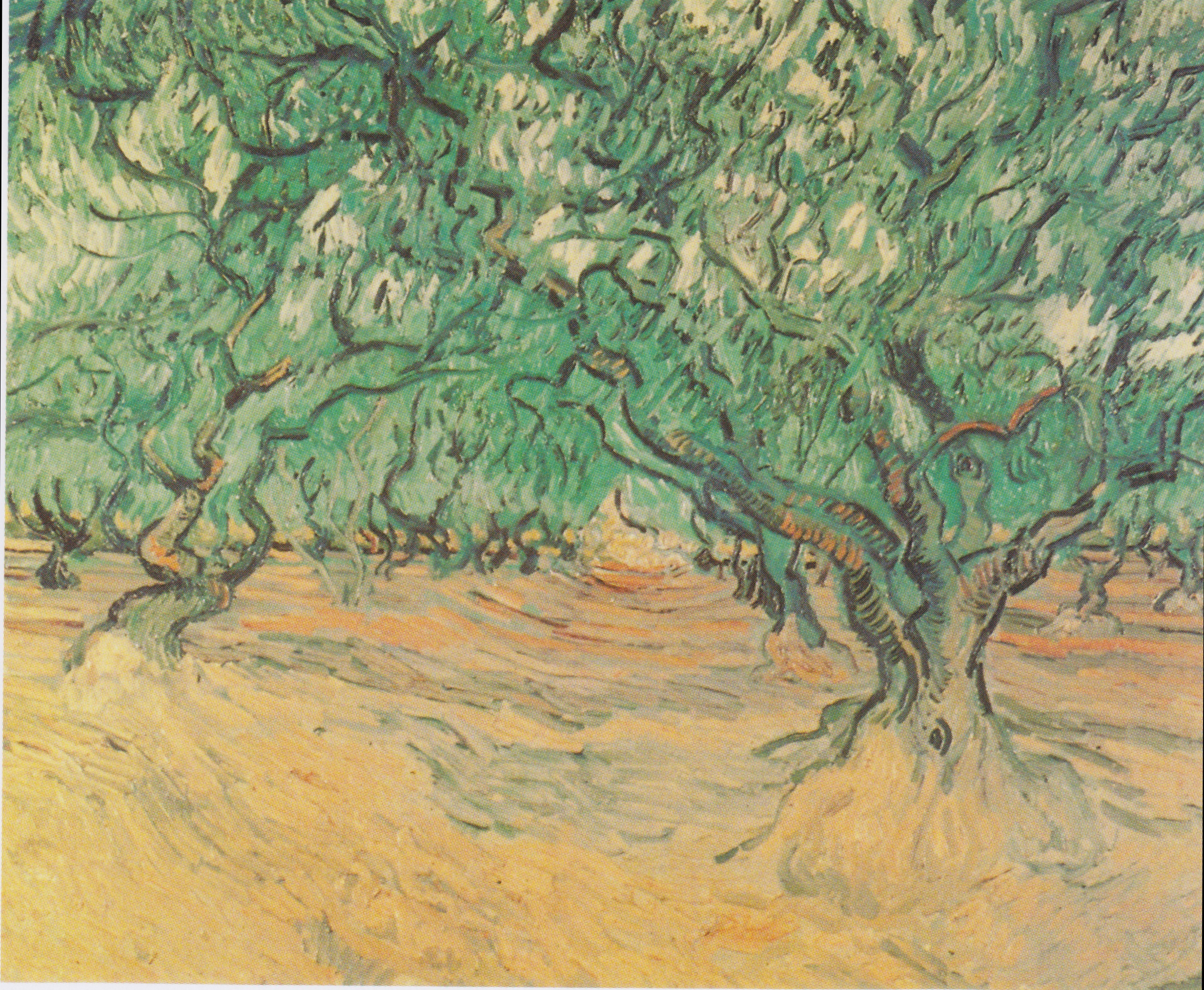
『オリーブの林』1889年 個人蔵
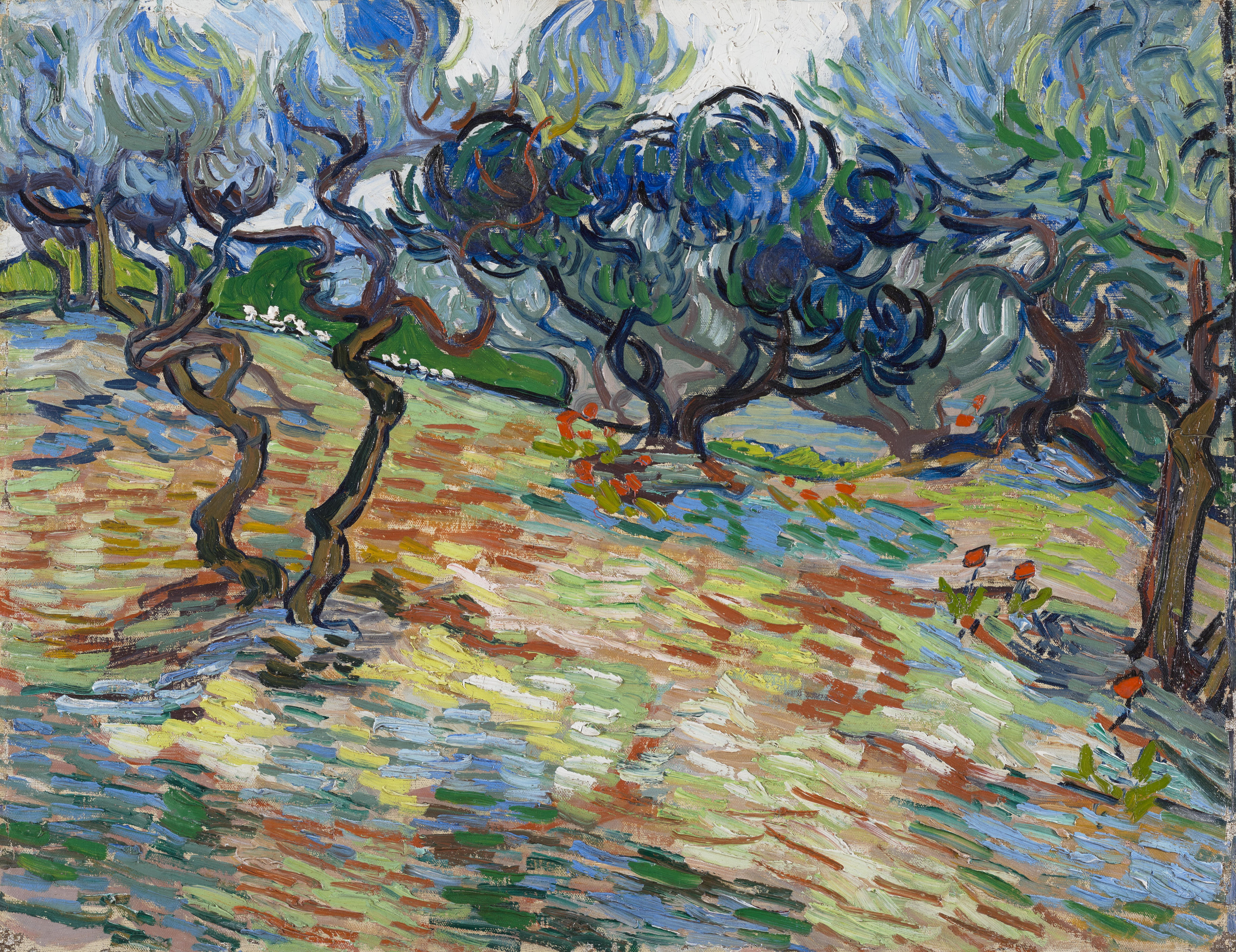
『オリーブの林』1889年 スコットランド国立美術館所蔵
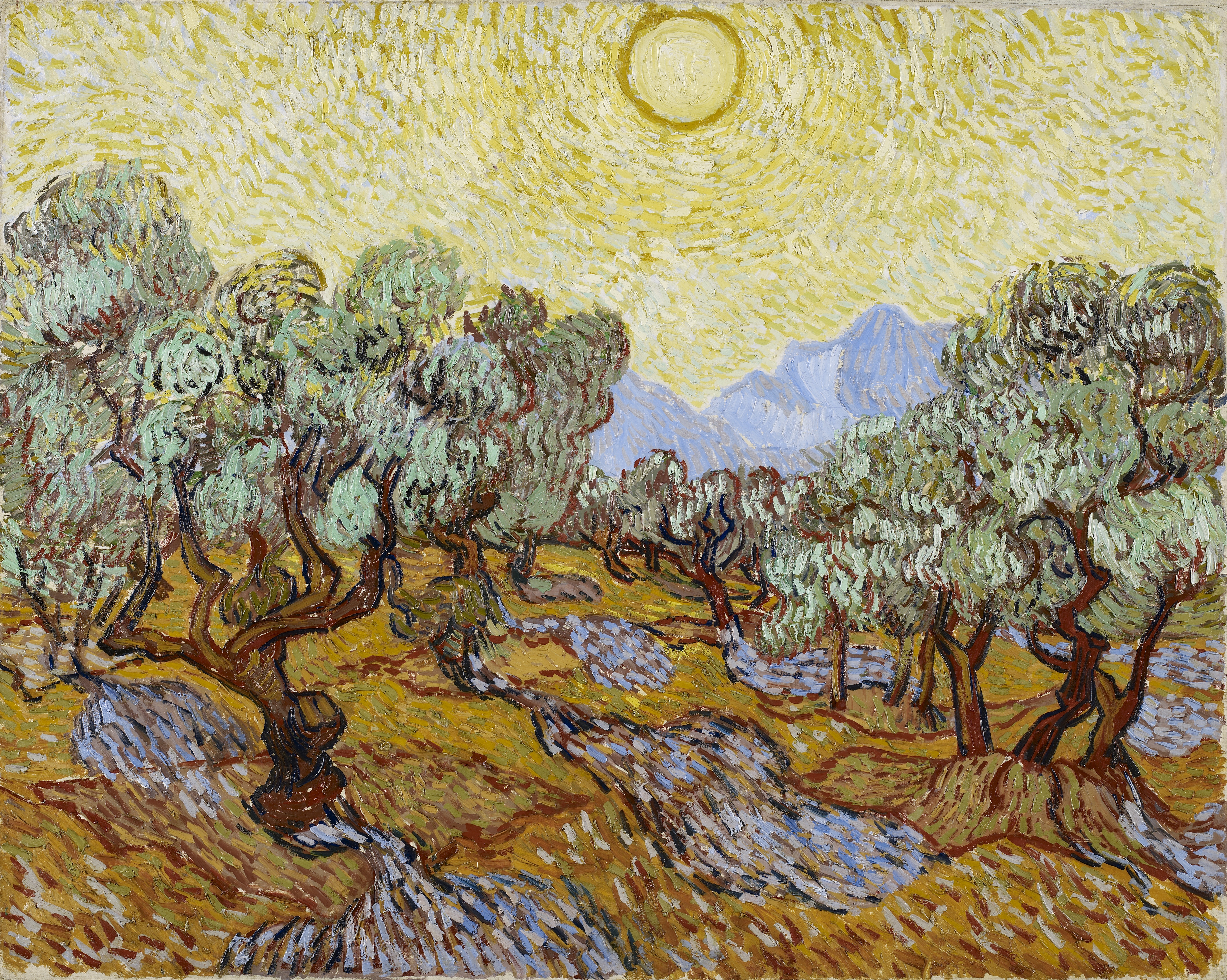
『黄色い空と太陽のあるオリーブの林』1889年 ミネアポリス美術館所蔵

ブラジルのサンパウロ美術館に所蔵されている『歩くカップルと三日月のある山の風景』（Couple Walking among Olive Trees in a Mountainous Landscape with Crescent Moon）はおそらく10月に制作が始まった作品で、未完成のまま放棄されたたのち、翌1890年5月に完成したと考えられる。

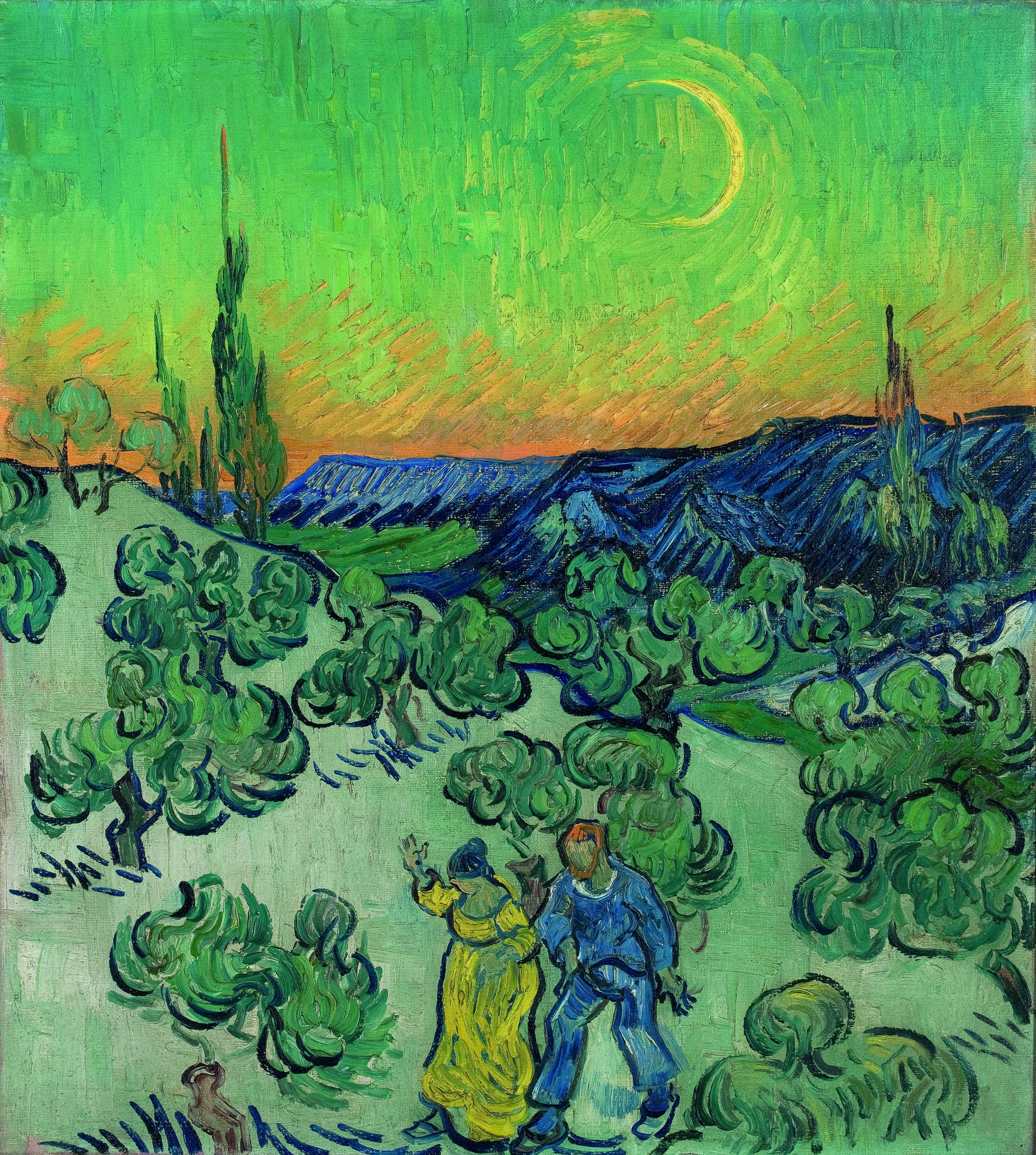
『歩くカップルと三日月のある山の風景』1890年 サンパウロ美術館所蔵

1889年11月あるいは12月に、ゴッホはニューヨーク近代美術館所蔵の『オリーブ園』（Olive Orchard, F708）に取り組んだ。 このとき描いたもう1つの絵画はスウェーデンのヨーテボリ美術館に所蔵されている『オリーブの林、オレンジ色の空』（Olive Grove: Orange Sky, F586）である。

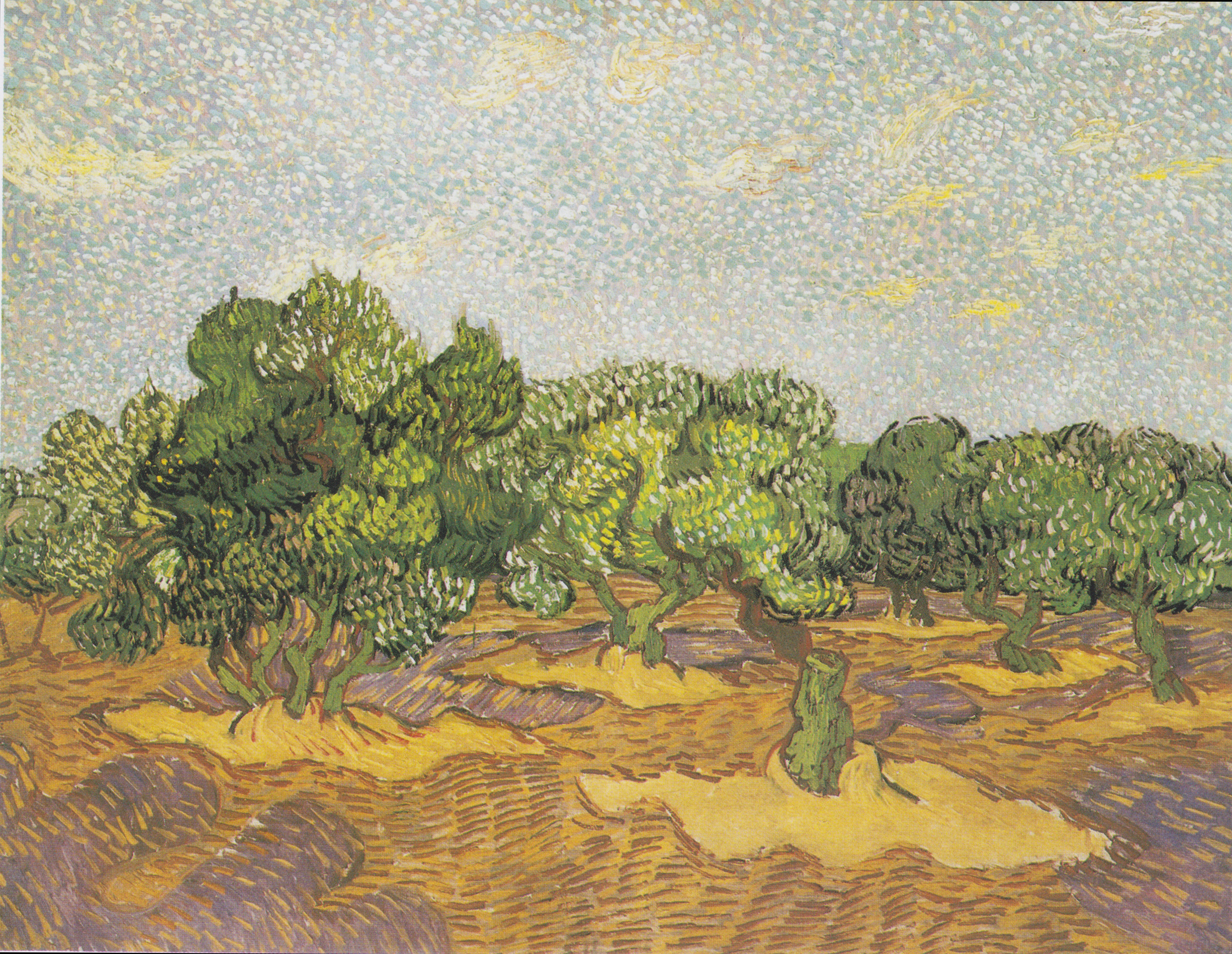
『オリーブ園』1889年 メトロポリタン美術館所蔵
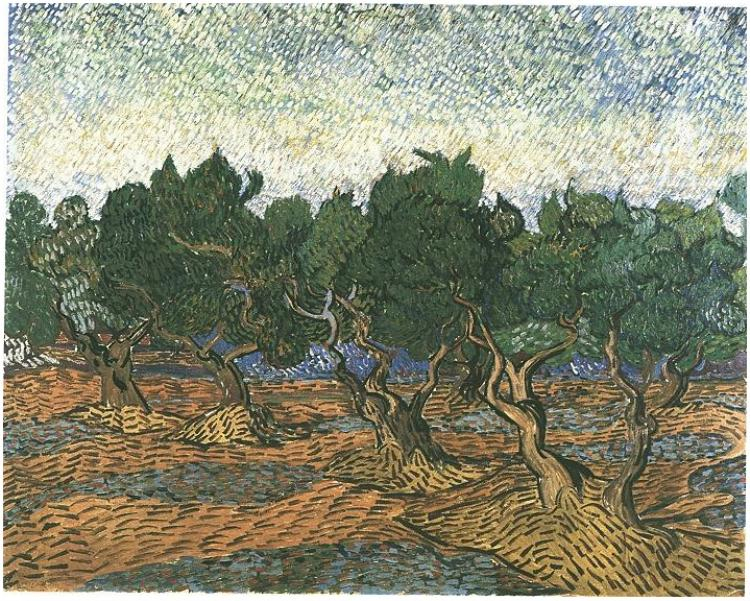
『オリーブの林』1889年 ゴッホ美術館所蔵
『オリーブの林、オレンジ色の空』1889年 ヨーテボリ美術館所蔵
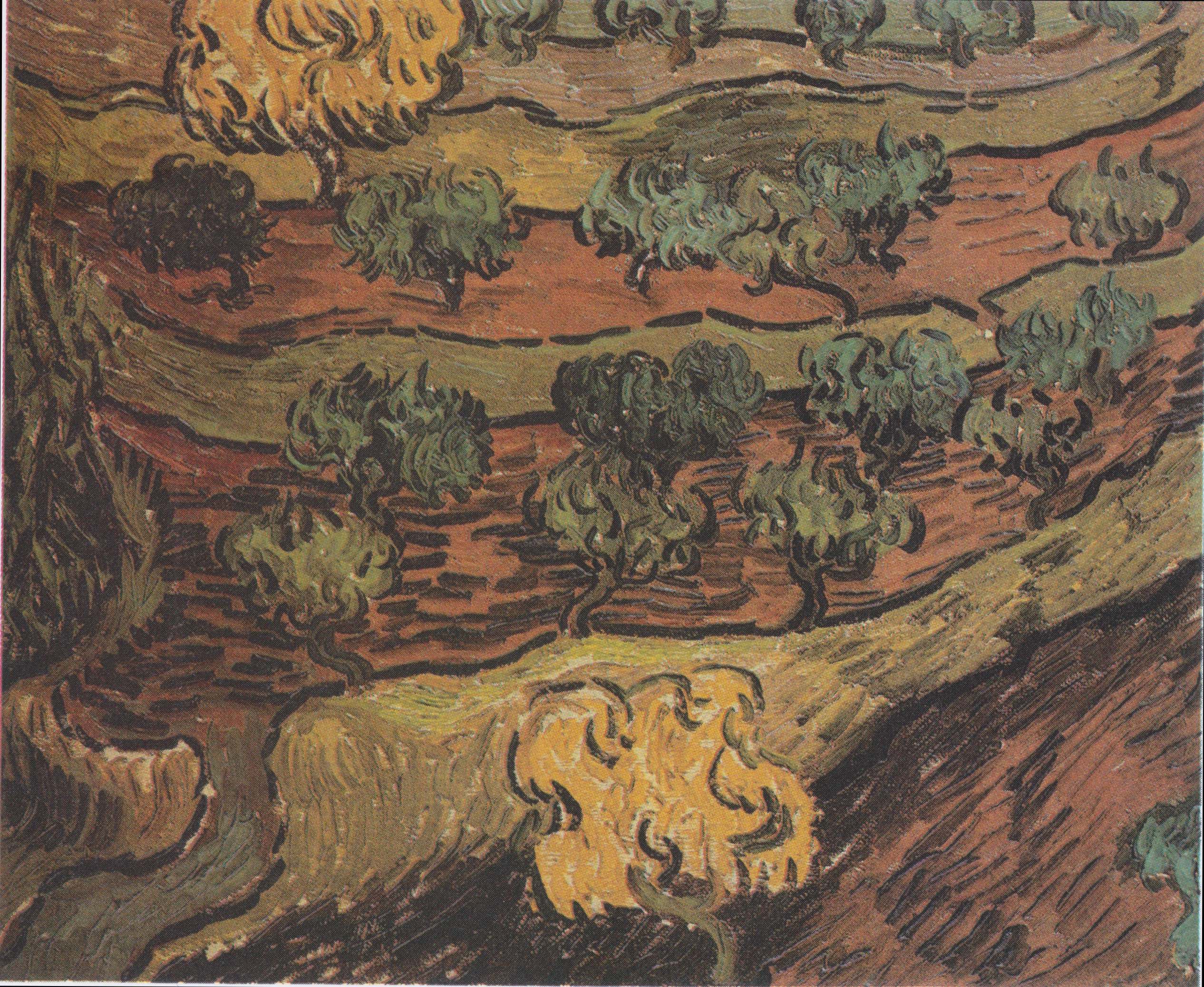
『丘の斜面のオリーブの林』1889年 ゴッホ美術館所蔵
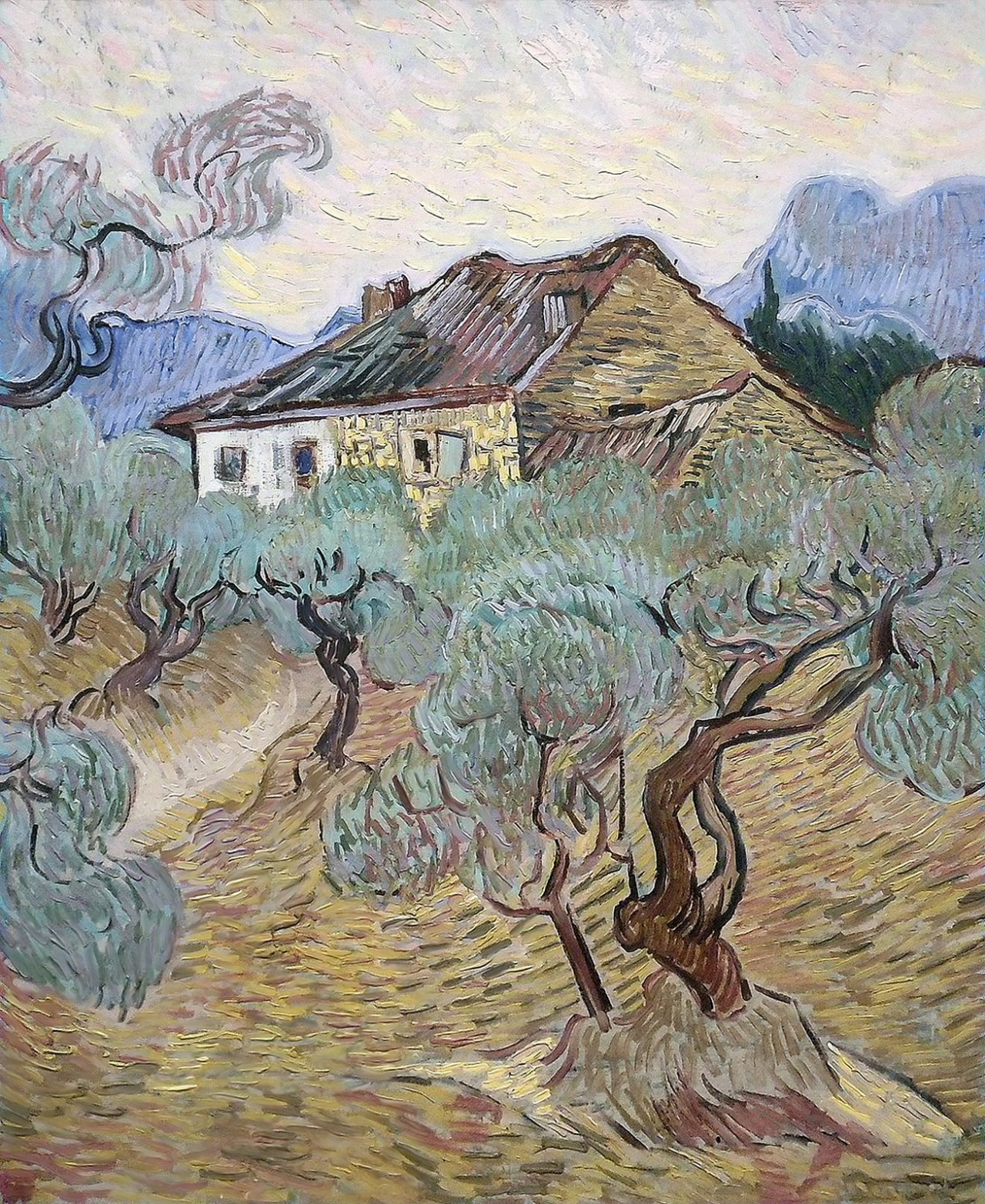
『オリーブの林に囲まれた白いコテージ』1889年 個人蔵
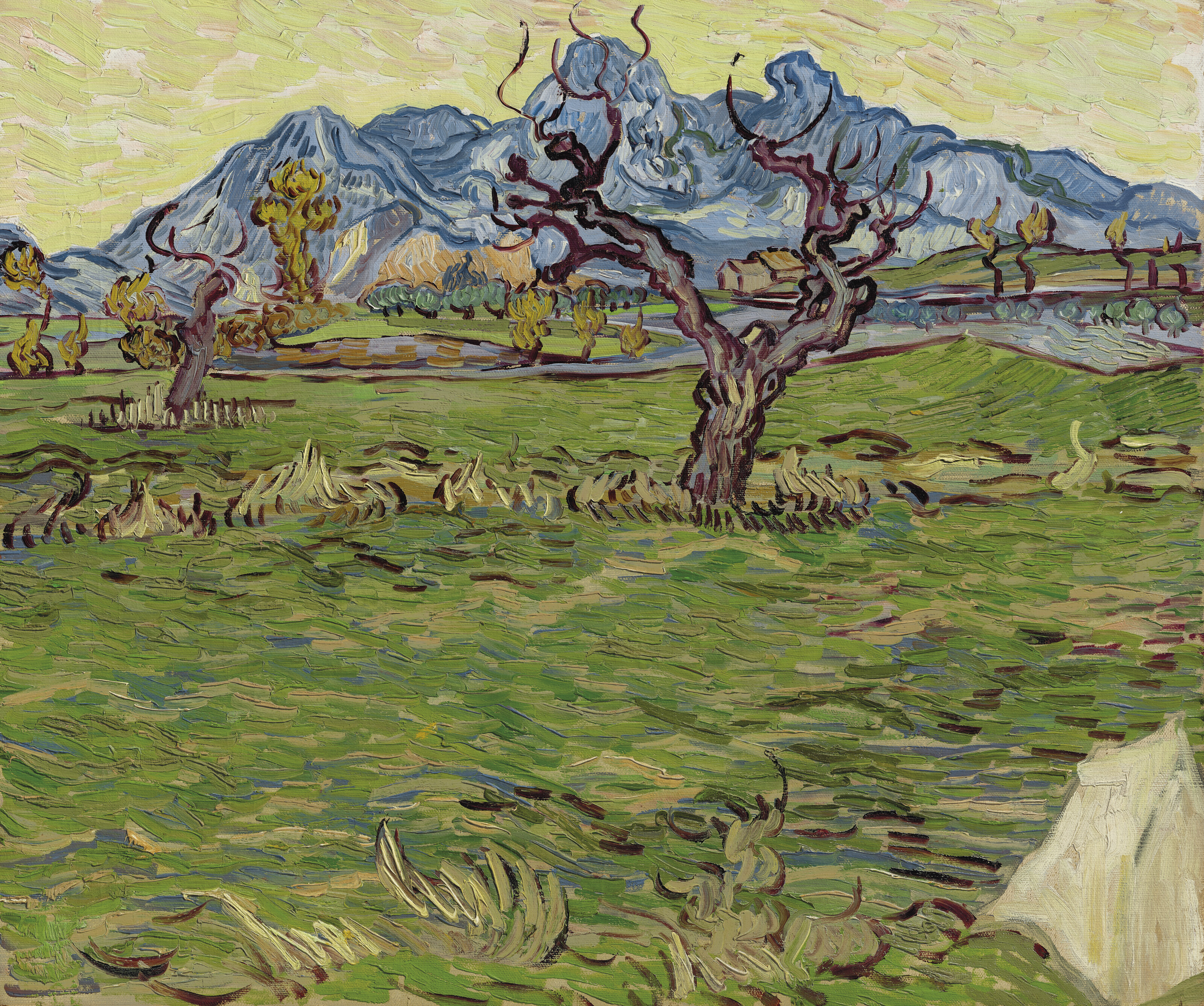
『オリーブの林と背景に山のある風景』1889年 個人蔵